# Котел (гірництво)
Котел, котлова порожнина (рос. котел, котловая полость, англ. chamber, нім. Ladungsraum m) — розширена (за рахунок прострілювання) частина свердловини або шпуру, в якій розміщують зосереджений заряд. Має котлоподібну форму (часто — неправильну). Іноді котлом називають частину свердловини, діаметр якої розширено (при вогневому способі буріння тощо).